# Slavkovská jama
Slavkovská jama ( polsky Jamina německy Maukschgrube maďarsky Maukschgődőr je dolinka mezi severovýchodními rameny Slavkovského štítu a Slavkovské kopy ve Vysokých Tatrách. 

## Popis
Nachází se přímo pod štítovou kupolí Slavkovského štítu a Slavkovský kopou. Má tvar geomorfologického útvaru, který zůstal po ústupu ledové doby. Do dolinky se ze Slavkovské priehyby strmě svažuje žlab. Nad Slavkovskou jamou se vypíná severovýchodní stěna Slavkovského štítu - Maukschova stěna nazvaná podle badatele Vysokých Tater Tomáše Maukscha. 

## Název
Je odvozen od polohy pod Slavkovským štítem. 

## Turistika
Do dolinky nevedou turistické stezky.